# Кьюзавеккія
Кьюзавеккія (італ. Chiusavecchia, ліг. Ciusavegia) — муніципалітет в Італії, у регіоні Лігурія,  провінція Імперія.
Кьюзавеккія розташована на відстані близько 440 км на північний захід від Рима, 95 км на південний захід від Генуї, 11 км на північний захід від Імперії.
Населення — 585 осіб (2014).

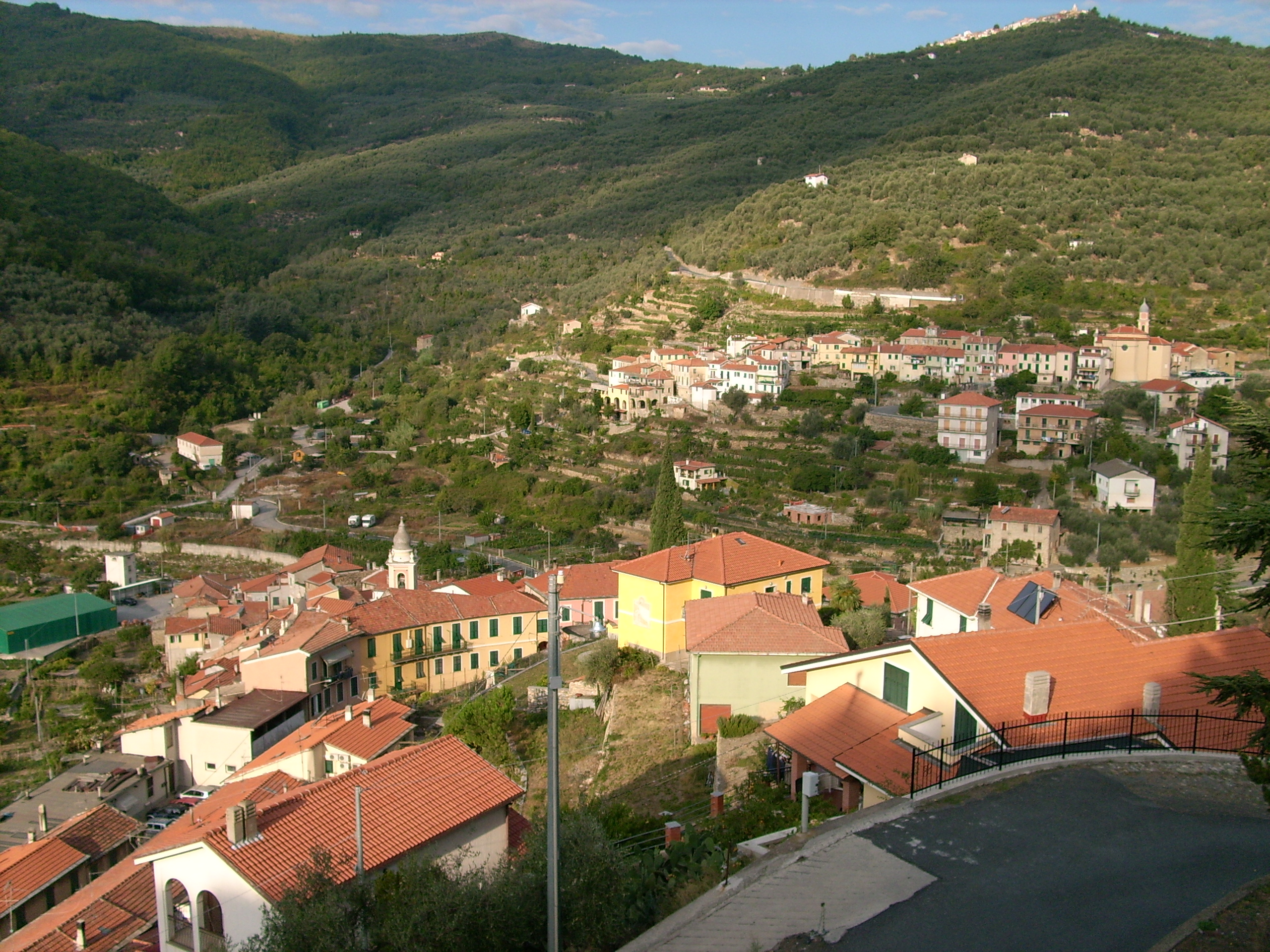

Щорічний фестиваль відбувається 3 лютого. Покровитель — святий Власій.

## Демографія
Населення за роками:

Станом на 1 січня 2023 року в муніципалітеті офіційно проживало 96 іноземців з 13 країн, серед них 13 громадян країн Євросоюзу.

## Сусідні муніципалітети
- К'юзаніко
- Лучинаско
- Понтедассіо